# 超じんせーエンジョイたまごっちプラス
『超じんせーエンジョイ!たまごっちプラス』（ちょうじんせーエンジョイ!たまごっちプラス、略称：エンたま）は、2005年11月23日に発売された、バンダイがウィズと共同で開発した液晶ゲーム。たまごっちプラスシリーズ3作目。2006年7月22日には、エンたまの別バージョンにあたる『ウラじんせーエンジョイ!たまごっちプラス』（略称：ウラたま）が発売された。
電源はCR-2032。キャラクターデザイン、イラストレーションはJINCO。

## 超じんせーエンジョイ!たまごっちプラス
液晶ゲームとは思えない容量を持ちファイナルファンタジーシリーズでも使われたジョブシステム（たまごっちの就職機能）を採用している。また、育成できるたまごっちは68種類にも及ぶ。従来の液晶ゲームの基本である一定のプロセス（行程）に従いそれを繰り返すゲーム性を打ち破っており、地球とたまごっち星での二重生活を送りながらゲームを行う生活シミュレーションを実現させた異例の作品である。人間と同じ社会を歩むようなゲーム性なのでゲームを怠るとバッドエンド的な展開を迎えることもある。前作に続き、全国の玩具店などで設置される「でかたまごっち」（通称でかたま）との通信も可能で、ゲーム中に存在する「ごっちポイント」を払ってアイテムを買ったり、ミニゲームなどで遊べる。インターネット上ではたまごっち星を再現した「たまごっちタウン」と通信して、実際に自分の育てたたまごっちをディスプレイに登場させてミニゲームをあそぶこともできる。通信や、通信以外でも結婚、出産ができる。
また、2006年5月には本体と連動して遊べるアーケードゲーム「たまごっちステーション」（通称たまステ）も登場した。

### 超じんせーエンジョイ!たまごっちプラスチョイがえ
2006年12月9日に発売。ごきげん・ポイントUPゲームがすべて一新されている。

## ウラじんせーエンジョイ!たまごっちプラス
前作とはキャラクター、アイテム、パラメーターも変更され、画面の色は青色となっている。前作とアイテム交換も可能で、送られた一部のアイテムはウラたまに対応されたアイテムに変更される（逆も同様）。たまごっちプラスシリーズでは珍しく登場キャラクターの殆どが新キャラクターである。前作同様、でかたまごっちやパソコン・携帯電話、たまごっちステーションと通信も可能。